# Platymetopius pseudoguttatus
Platymetopius pseudoguttatus är en insektsart som beskrevs av Abdul-nour 1987. Platymetopius pseudoguttatus ingår i släktet Platymetopius och familjen dvärgstritar. Inga underarter finns listade i Catalogue of Life.